# Бад Берлебург
Бад Берлебург (на немски: Bad Berleburg) е град в Северен Рейн-Вестфалия, Германия, с 19 774 жители (2015) и площ от 275,52 km².
Берлебург е споменат за пръв път в документи през 1258 г. като Бернеборг.
От 1605 г. Берлебург е главен град и резиденция на Графство Сайн-Витгенщайн-Берлебург. Между 1726 и 1742 г. там е отпечаната известната Берлебургска библия (Berleburger Bibel) от 8 тома.
- Бад Берлебург